# Souplicourt
Souplicourt est une ancienne commune française située dans le département de la Somme et la région Hauts-de-France. Elle est associée à la commune d'Hescamps depuis 1972.

## Histoire
Le 1er novembre 1972, la commune de Souplicourt est rattachée sous le régime de la fusion-association à celle d'Hescamps-Saint-Clair qui devient Hescamps. 

## Politique et administration
| Période                                  | Période                    | Identité          | Étiquette | Qualité                                         |
| ---------------------------------------- | -------------------------- | ----------------- | --------- | ----------------------------------------------- |
| Les données manquantes sont à compléter. |                            |                   |           |                                                 |
| avant 2014                               | mai 2020                   | Richard Boulenger |           | Retraité agricole Maire-adjoint de Soupplicourt |
| mai 2020                                 | En cours (au 17 juin 2020) | Christian Carlu   |           | Maire-adjoint d'Hescamps                        |

## Démographie
| 1793 | 1800 | 1806 | 1821 | 1831 | 1836 | 1841 | 1846 | 1851 |
| ---- | ---- | ---- | ---- | ---- | ---- | ---- | ---- | ---- |
| 163  | 124  | 173  | 138  | 163  | 162  | 148  | 134  | 148  |

| 1856 | 1861 | 1866 | 1872 | 1876 | 1881 | 1886 | 1891 | 1896 |
| ---- | ---- | ---- | ---- | ---- | ---- | ---- | ---- | ---- |
| 148  | 156  | 180  | 135  | 118  | 102  | 108  | 111  | 97   |

| 1901 | 1906 | 1911 | 1921 | 1926 | 1931 | 1936 | 1946 | 1954 |
| ---- | ---- | ---- | ---- | ---- | ---- | ---- | ---- | ---- |
| 99   | 102  | 74   | 76   | 90   | 64   | 57   | 67   | 74   |

| 1962 | 1968 | - | - | - | - | - | - | - |
| ---- | ---- | - | - | - | - | - | - | - |
| 78   | 49   | - | - | - | - | - | - | - |

## Lieux et monuments
- Église, construite principalement en pierre au XVe ou au XVIe siècle, avec des réparations plus récentes en brique. Le chœur est éclairé par des croisées à remplages flamboyants. On remarque à l'intérieur les fonts baptismaux de la fin du XVe siècle[5] et une poutre de gloire du début du XVIe siècle, ornée des statues de la Vierge, du Christ en croix et de Saint Jean[6]. En 1948, on pouvait encore y voir des vitraux de la fin du XVIe siècle ou du début du XVIIe siècle, contemporains de l'ancien château[7]. La toiture de l'église de Souplicourt a été refaite à neuf en 2016.